# 波茨維爾 (阿肯色州)
波茨維爾（英語：Pottsville）是一個位於美國阿肯色州波普縣的城市。

## 地理
波茨維爾的座標為35°14′56″N 93°02′49″W / 35.24889°N 93.04694°W，而該地的平均海拔高度為116米（即381英尺）。

## 人口
根據2020年美國人口普查的數據，波茨維爾的面積為35.11平方千米，當中陸地面積為35.05平方千米，而水域面積為0.06平方千米。當地共有人口3140人，而人口密度為每平方千米89人。